# مصطفی كندي
مصطفی كندي (بالفارسية: مصطفی‌کندی) هي مستوطنة تقع في قسم تشاراويماق المركزي في إيران. يقدر عدد سكانها بـ 98 نسمة .